# Ivo Sever
Ivo Sever, slovenski književnik, dramatik in založnik, * 12. december 1898, Ljubljana, † 30. september 1931, Zagreb.

## Življenje in delo
Ivo Sever sin očeta Jakoba, doma iz Semiča, upokokojenega orožnika in matere Marije rojene Jesenko iz Poljanske doline na Gorenjskem. Po zgodnji moževi smrti (1901) je mati preživljala 7 otrok; najmlajši Ivo je v Ljubljani končal pet razredov osnovne šole, obiskoval tedanjo II. državno gimnazijo (1910–15), privatno opravil 6. razred (1915–16), nato moral k vojakom. Po končani vojni 1918 ga je brat Maks, ljubljanski trgovec s semeni, poslal v svojo podružnico v Zagreb. Tu se je trgovsko osamosvojil; bolj kot trgovina s semeni, ga je pa mikala trgovina s knjigami in založniška dejavnost (njegov stric Hinko Sever je imel v Ljubljani znan antikvariat). Iz zanimanja za umetnost je na univerzi poslušal predavanja Izidorja Cankarja ter potoval po Italiji, Franciji in Češki. Pospeševal je kulturno življenje zagrebških Slovencev in 1929 dal pobudo za ustanovitev Slovenskega prosvetnega društva, ki je prirejalo koncerte, gledališke predstave in umetnostne razstave (predvsem odmevna je bila Jakopičeva razstava). Leta 1925 je osnoval založbo Naša gruda in objavil svojo dramo Prešeren, misterij slovenstva; 1928 esejistično brošuro Oton Župančič; nato tragedijo v treh dejanjih Slavica. Leta 1930 je začel izdajati z ženo Sonjo Samorodnost, ilustrirano revijo za življenje, umetnost in kritiko. V vseh Severjevih delih se kaže idealizem »novoborstva«, premajhen čut za stvarnost, zlasti pa prevladuje pisateljeva tvegana domiselnost.